# Ксаверьевское кладбище
Ксаверьевское кладбище — кладбище в Полоцке. Одно из старейших городских кладбищ.

## История
Католическое кладбище было основано иезуитами на этом месте в XVI веке. Возможно, что сначала иезуиты также построили здесь деревянный костёл. В 1786 году здесь был построен кирпичный иезуитский костёл Гроба Господня и Франциска Ксаверия.

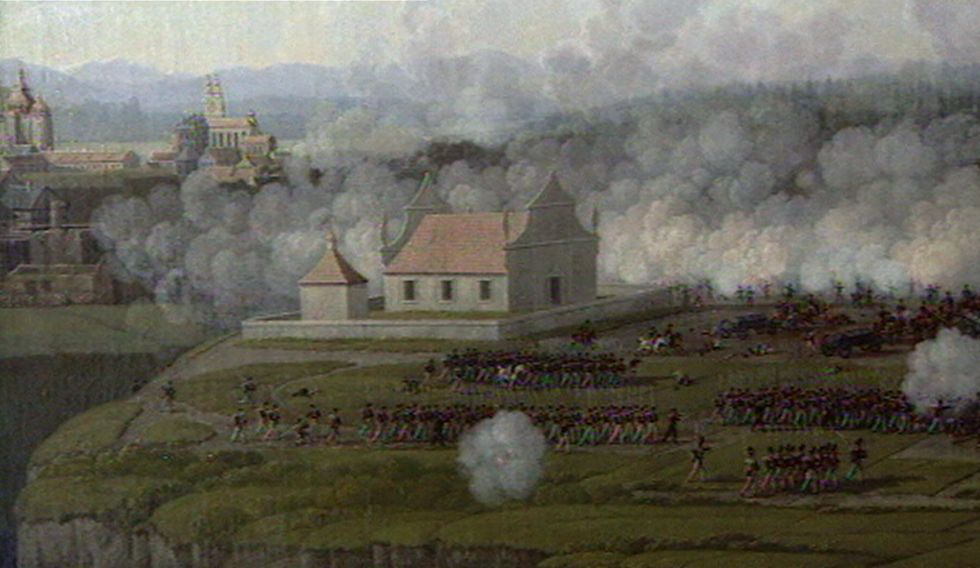
В. фон Кобелль. Битва 18 августа 1812 года под Полоцком, виден костёл Св. Ксаверия на кладбище

18 августа 1812 года около Полоты, в районе костёла, произошло первое сражение под Полоцком. В бою с русской армией баварский генерал Эразм фон Деруа получил тяжелое ранение в живот, от которого 23 августа скончался. 22 августа баварский генерал-майор Юстус Риттер фон Зибайн был смертельно ранен мушкетом в живот в лесном бою у деревни Гамзелёво и 24 августа скончался в Полоцке. Вечером 25 августа останки Деруа, Зибайна, Вредена, Прейзинга и Гедони «были погребены со всеми воинскими почестями во дворе костёла св. Ксаверия, между Полоцком и деревней Спас, то есть на поле боя 18 августа. Судя по всему, имела место настоящая всеобщая скорбь и скорбь по поводу утраты стольких замечательных руководителей и офицеров. В подвале часовни Ксаверия один холм прикрыл тела глубокоуважаемых генералов Деруа и Зибейна». Лоран де Сен-Сир писал, что после отступления союзников иезуиты убрали из храма остатки французов и баварцев, но в 1918 году один немецкий офицер нашёл на кладбище могилы баварцев, а также зафиксировал в церковных книгах с десяток захоронений баварцев.
Ян Барщевский в своём сборнике «Завальный дворянин, или Беларусь в фантастических рассказах» писал: «Недалеко от Полоты стоит каменный костёл св. Ксаверия; здесь находятся могилы, где покоится прах добродетельных монахов ордена иезуитов, светской молодёжи и стариков, с которыми я когда-то был знаком и дружил».
В 1918 году немецкие военные отделили юго-восточную часть кладбища, что выходила на нынешний 4-й переулок Фрунзе, устроили железную ограду на кирпичных столбах и хоронили здесь своих солдат и офицеров, которые погибли в боях под Полоцком. Посреди кладбища был поставлен гранитный памятник с надписью на немецком языке «Павшим за Родину». Это немецкое военное кладбище содержалось в порядке до 1941 года на основании соглашения между советским и немецким правительствами.
Акт Полоцкой уездной комиссии по охране памятников старины и искусства зафиксировал 4 июля 1920 года наличие в местном костёле итальянских икон XVIII и XIX веков.
С началом оккупации Полоцка 16 июля 1941 года немцы устроили на этом месте своё воинское кладбище. В 1942 году за счёт уничтожения части захоронений были благоустроены улица Азина и 4-й переулок Фрунзе, кроме того, кладбище было расширено на восток в сторону реки Полоты. На кладбище были устроены кварталы братских могил с многочисленными захоронениями, сведения о захороненных содержались в дневнике у смотрителя кладбища. Кладбище быстро заполнялось новыми захоронениями, и в конце оккупации Полоцка на нём оставалось мало места для новых захоронений.
После ухода немецких воинских частей 4 июля 1944 года их гарнизонное кладбище было ликвидировано и снесено бульдозерами. Забор сняли и перенесли в город, чтобы огородить сквер имени Ленина, памятник разрушили. Кладбище стало общегородским и преимущественно православным. В северной части кладбища в братской могиле в 1951 году захоронены воины, раненные в июле-сентябре 1944 года в ходе боев в Литве и Латвии и умершие в госпитале № 1105, дислоцированном в Полоцке.

## Известные люди, похороненные на кладбище

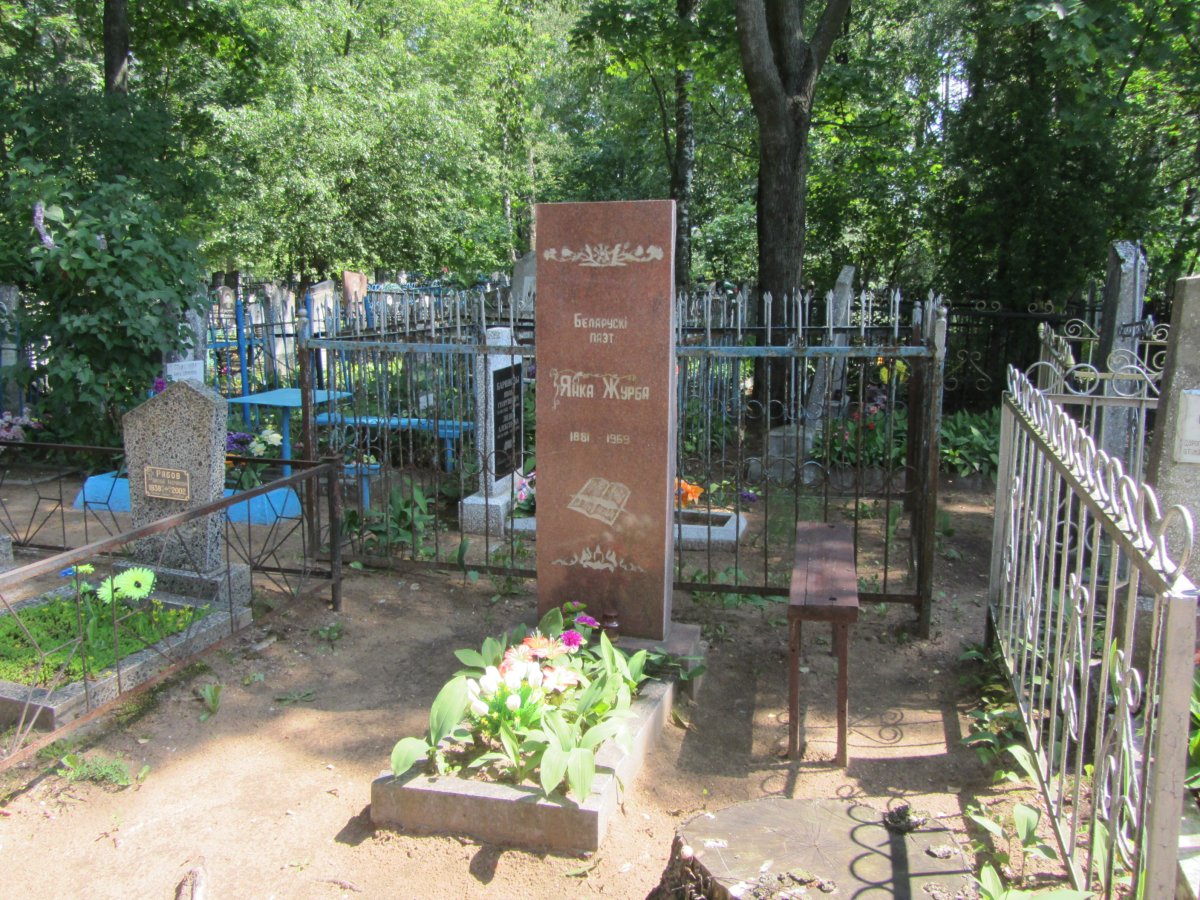
Могила Янки Журбы

- Бернгард Эразм фон Деруа (1743—1812) — граф, баварский генерал, участник похода Наполеона в Россию.
- Юстус Реттер фон Зибейн — баварский генерал-майор, участник похода Наполеона в Россию.
- Янка Журба (1881—1964) — белорусский поэт.
- Иван Петрович Дейнис (1900—1985) — белорусский педагог и краевед.
- Иван Степанович Сандрос (1929—1984) — заслуженный врач Белоруссии.

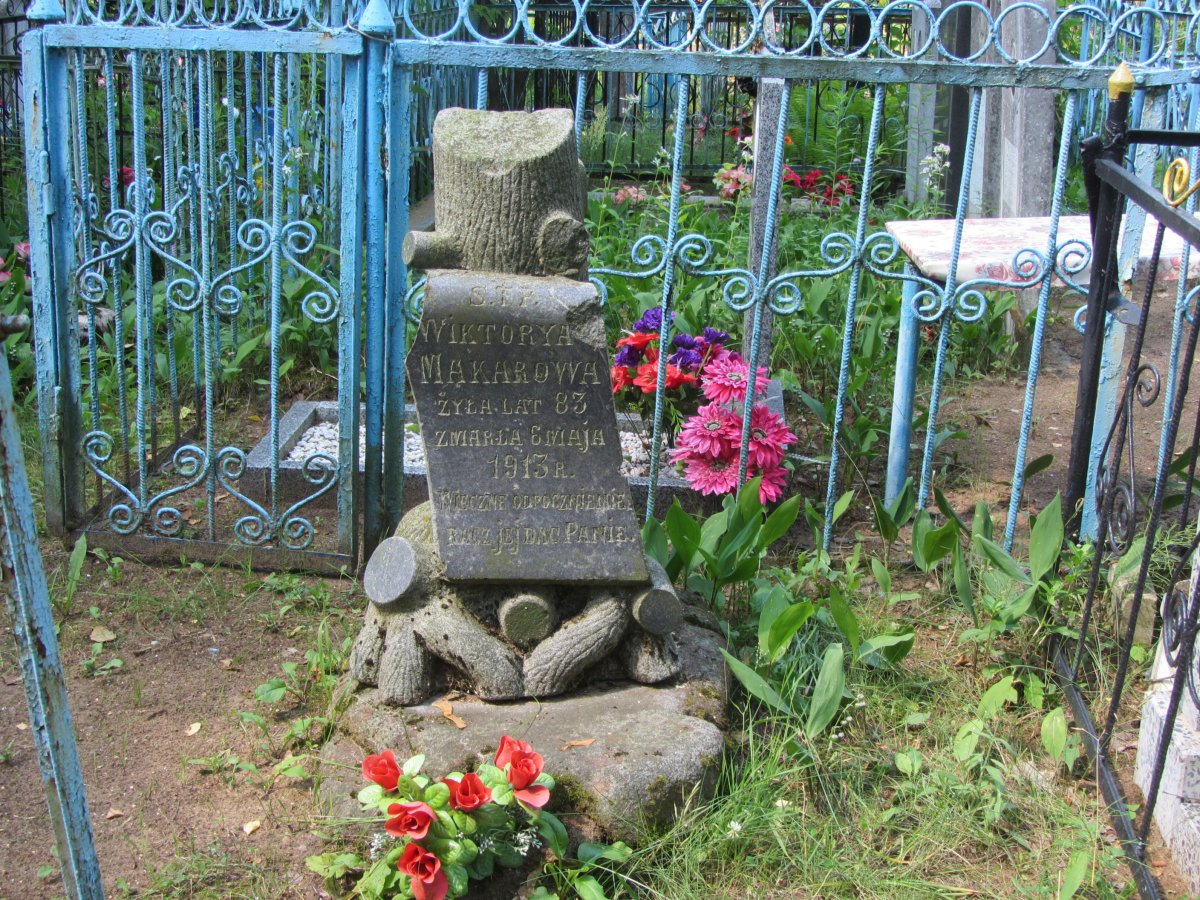
Надгробие Виктории Макаровой

В юго-западной части кладбища сохранились католические захоронения начала XX века с надписями на польском языке, старейшая из которых принадлежит Юзефу Козелю, умершему 14 февраля 1904 года. Интересным памятником является памятник Виктории Макаровой (1831 — 6 мая 1913).